# 17002 Кузел
17002 Кузел (17002 Kouzel) — астероїд головного поясу, відкритий 10 лютого 1999 року.
Тіссеранів параметр щодо Юпітера — 3,506.